# رون كو
رون كو (بالإنجليزية: Ron Coe)‏ هو دراج بريطاني، ولد في 29 يناير 1933 في بارنسلي في المملكة المتحدة، وتوفي بنفس المكان في 5 مارس 1988.

## وصلات خارجية
- رون كو على موقع أرشيف الدراجات (الإنجليزية)
- رون كو على موقع إحصائيات الدراجات الإحترافية (الإنجليزية)